# (1087) Arabis
(1087) Arabis est un astéroïde de la ceinture principale découvert le 2 septembre 1927 par l'astronome allemand Karl Reinmuth à l'observatoire du Königstuhl près de Heidelberg. Sa désignation provisoire était 1927 RD. Il tire son nom de l'Arabis, un genre de plantes herbacées de la famille des Brassicaceae.